# Ultima Cena (El Greco)
L'Ultima Cena è un dipinto del pittore cretese El Greco realizzato circa nel 1567-1568 e conservato nella Pinacoteca nazionale di Bologna. L'opera rappresenta uno dei momenti più drammatici del giovedì santo, quando Cristo annuncia agli apostoli il prossimo tradimento di uno di loro. 

## Descrizione
El Greco qui adotta una prospettiva frontale dall'alto così ardita che il piccolo volume della stanza sembra sospeso per aria e i personaggi sul punto di ribaltarsi sullo spettatore. 
La scena in uno spazio con diverse porte e piastrelle a scacchi rossi e neri. Le figure sono disposte intorno a un tavolo coperto da una tovaglia. Viene eccentuata la struttura ben architettata di Gesù Cristo con la sua veste rossa, che diventa una luce potente. L'atteggiamento degli Apostoli è arricchito da diversi modelli e colori orientali, ma le rapide pennellate prefigurano una delle caratteristiche più distintive di tutta la produzione proveniente dell'artista.